# Santa Maria de Feners
Santa Maria de Feners és una capella romànica del municipi de les Valls de Valira (Alt Urgell) protegida com a bé cultural d'interès local.

## Descripció
Edifici religiós, romànic, d'una nau amb absis semicircular que presenta dues finestres. La portada és oberta al mur sud. Tota la construcció és arrebossada.